# Magnus Wenninger
El clérigo benedictino Magnus J. Wenninger (31 de octubre de 1919 - 17 de febrero de 2017) fue un matemático estadounidense que trabajó en la construcción de modelos de poliedros y escribió el primer libro sobre su construcción.

## Primeros años
Nacido en el seno de una familia de inmigrantes alemanes en Park Falls, Wisconsin, Wenninger siempre supo que iba a ser sacerdote. Desde temprana edad, se entendió que su hermano Heinie se parecería a su padre y se convertiría en panadero, y que Joe, como se le conocía entonces, se convertiría en sacerdote.
Cuando tenía trece años, después de graduarse de la escuela parroquial en Park Falls, Wisconsin, sus padres vieron un anuncio en el periódico alemán "Der Wanderer" que ayudaría a dar forma al resto de su vida. El anuncio era para una escuela preparatoria en Collegeville (Minnesota), asociada con la Universidad St. John's (regentada por benedictinos).
Si bien admitió sentir nostalgia al principio, Wenninger rápidamente hizo amigos y, después de un año, supo que allí era donde tenía que estar. Era estudiante en una sección de la escuela preparatoria que funcionaba como un "seminario menor"; luego se mudó a St. John's, donde estudió filosofía y teología, lo que lo llevó al sacerdocio.

## Carrera

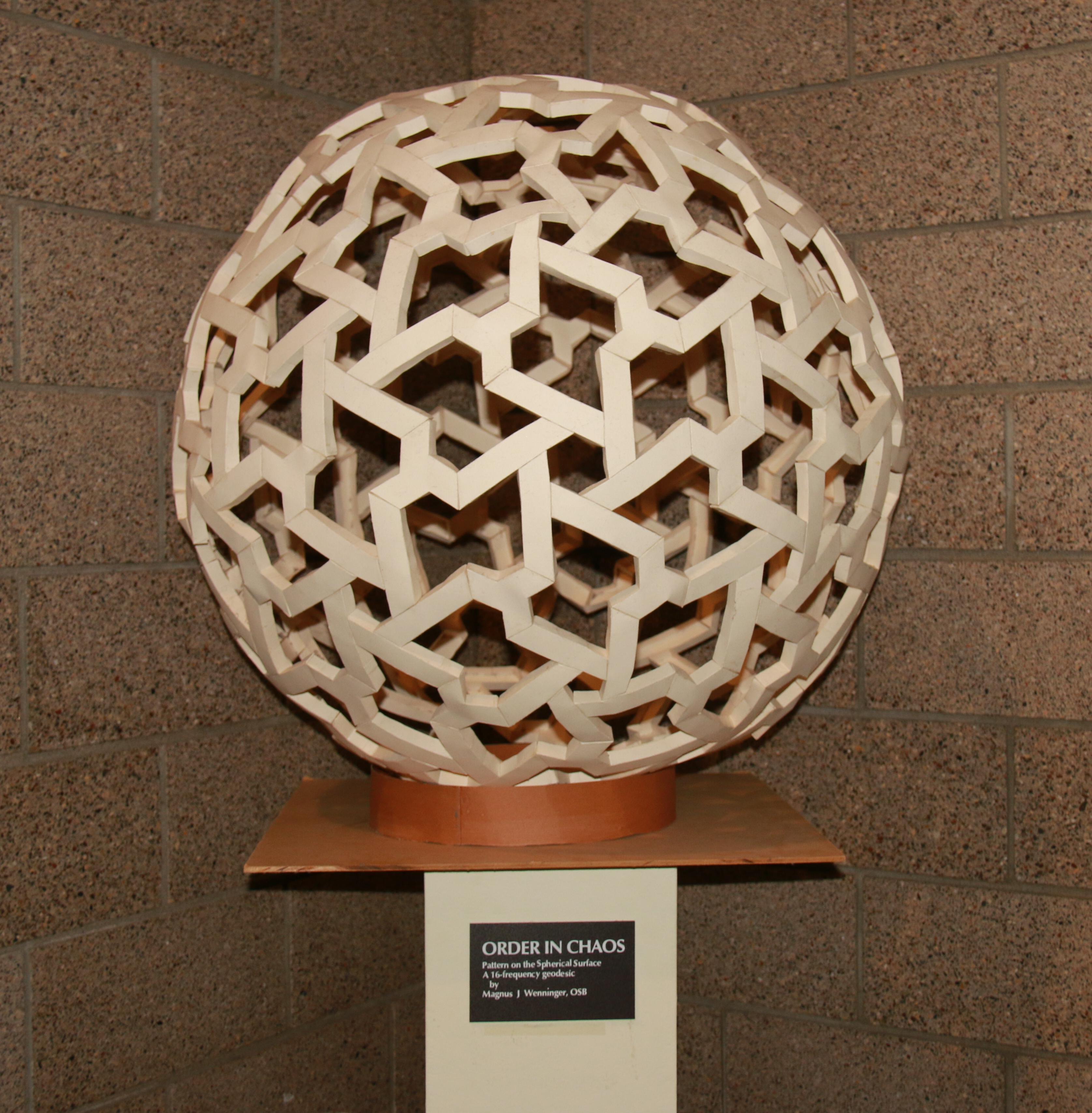
Un modelo artístico creado por el padre Wenninger llamado Orden en el caos, que representa un subconjunto quiral de triángulos de una esfera geodésica icosaédrica de frecuencia 16

Cuando Wenninger se convirtió en sacerdote de la Orden de San Benito, tomó el nombre monástico de Magnus, que significa "Grande". Al comienzo de su carrera no emprendió un camino que pareciese que le llevaría a convertirse en un gran estudioso de los poliedros. Más bien, algunos sucesos casuales y decisiones aparentemente menores dieron forma a un curso para Wenninger que lo llevó a sus estudios innovadores.
Poco después de convertirse en sacerdote, el abad de Wenninger le informó que su orden estaba abriendo una escuela en las Bahamas. Se decidió que Wenninger sería asignado para enseñar en esa escuela. Para ello, era necesario que obtuviera una maestría. Wenninger fue enviado a la Universidad de Ottawa, en Canadá, para estudiar psicología educativa. Allí estudió lógica simbólica con Thomas Greenwood del departamento de filosofía. El título de su tesis fue "El concepto de número según Roger Bacon y Alberto Magno".
Después de completar su título, fue enviado a la escuela en las Bahamas, donde el director le pidió que eligiera entre enseñar inglés o matemáticas. Wenninger eligió matemáticas, ya que parecía estar más en línea con el tema de su tesis de maestría. Sin embargo, al no haber tomado muchos cursos de matemáticas en la universidad, tuvo que mantenerse algunas páginas por delante de sus alumnos. Enseñó Álgebra, Geometría Euclídea, Trigonometría y Geometría Analítica.
Después de diez años dedicado a la enseñanza, pensó se estaba quedando un poco obsoleto. Por sugerencia de su director, Wenninger asistió al Columbia Teachers College en sesiones de verano durante un período de cuatro años a finales de la década de 1950. Fue aquí donde surgió su interés por las "Nuevas Matemáticas" y comenzó su estudio de los poliedros.
Wenninger murió a la edad de 97 años en St John's Abbey el viernes 17 de febrero de 2017.

## Modelos de poliedros
La primera publicación de Wenninger sobre el tema de los poliedros fue el folleto titulado "Polyhedron Models for the Classroom" (Modelos de Poliedros para el Aula), que preparó en 1966. Escribió a Harold Scott MacDonald Coxeter y recibió una copia de "Uniform polyhedra" (Poliedros Uniformes) que tenía una lista completa de los 75 poliedros uniformes. Después de recibir el libro, pasó mucho tiempo construyendo varios poliedros. Hizo 65 de ellos y los exhibió en su clase. En ese momento, Wenninger decidió ponerse en contacto con un editor para ver si pudiera ser interesante publicar un libro al respecto. Hizo fotografiar los modelos y escribió el texto adjunto, que envió a la Cambridge University Press en Londres. Los editores mostraron interés por el libro, pero solo si construía la totalidad de los 75 poliedros uniformes.
Wenninger completó los modelos con la ayuda de R. Buckley de la Universidad de Oxford, quien había realizado los cálculos de las formas romas por computadora. Esto le permitió construir estos difíciles poliedros con las medidas exactas de las longitudes de las aristas y las formas de las caras, siendo la primera vez que todos los poliedros uniformes se construyeron como modelos de papel. Wenninger dedicó al proyecto casi diez años, y el libro, "Polyhedron Models" (Modelos de Poliedros), fue publicado por la Cambridge University Press en 1971, en gran parte debido a las fotografías excepcionales tomadas localmente en Nassau.
A partir de 1971, Wenninger centró su atención en la proyección de los poliedros uniformes sobre la superficie de sus esferas circundantes. Esto condujo a la publicación de su segundo libro, "Spherical Models" (Modelos Esféricos) en 1979, que muestra cómo se pueden usar poliedros regulares y semirregulares para construir cúpulas geodésicas. También intercambió ideas con otros matemáticos, como Hugo Verheyen y Gilbert Fleurent.
En 1981, Wenninger dejó las Bahamas y regresó a St. John's Abbey. Su tercer libro, "Dual Models" (Modelos Duales), apareció en 1983. El libro es una continuación de "Polyhedron Models", ya que incluye instrucciones sobre cómo hacer modelos en papel de los duales de los 75 poliedros uniformes.

## Tema número 02
- Banchoff, Thomas, Father Magnus and his polyhedrons., LAB Número 02, junio de 2008
- Friedman, Nat. (2007), «Magnus Wenninger: Mathematical Models», Hyperseeing, archivado desde el original el 1 de agosto de 2019, consultado el 17 de agosto de 2022.

## Publicaciones
- Wenninger, Magnus (1971), Polyhedron Models, Cambridge University Press, ISBN 978-0-521-09859-5, MR 0467493.
- Wenninger, Magnus (1979), Spherical Models, Cambridge University Press, ISBN 978-0-521-29432-4, MR 552023, archivado desde el original el 4 de julio de 2008. Reimpreso por Dover 1999 ISBN 978-0-486-40921-4
- Wenninger, Magnus (1983), Dual Models, Cambridge University Press, ISBN 978-0-521-54325-5, MR 730208, doi:10.1017/CBO9780511569371.

Publicaciones completas (ordenadas cronológicamente):
- 1963-69
  - Stellated Rhombic Dodecahedron Puzzle The Mathematics Teacher (March 1963).
  - The World of Polyhedrons The Mathematics Teacher (March 1965).
  - Some Facts About Uniform Polyhedrons. Summation: Association of Teachers of Mathematics of New York City. 11:6 (June 1966) 33–35.
  - Fancy Shapes from Geometric Figures. Grade Teacher 84:4 (December 1966) 61–63, 129–130.
- 1970-79
  - Polyhedron Models for the Classroom National Council of Teachers of Mathematics, 1966, 2nd Edition, 1975. Spanish language edition: Olsina, Spain, 1975.
  - Some Interesting Octahedral Compounds The Mathematics Gazette (February 1968).
  - A New Look for the Old Platonic Solids Summation: Journal of the Association of Teachers of Mathematics (Winter 1971).
  - Polyhedron Models Cambridge University Press, London and New York. 1971. Paperback Edition, 1974. Reprinted 1975, 1976, 1978, 1979, 1981, 1984, 1985, 1987, 1989, 1990. Russian language edition: Mir, Moscow, 1974; Japanese language edition: Dainippon, Tokyo, 1979.
  - The Story of Polyhedron Models. American Benedictine Review (June 1972).
  - News from the World of Polyhedrons. Summation (Association of Teachers of Mathematics of New York City) 20:2 (Winter 1975) 3–5.
  - A Compound of Five Dodecahedra The Mathematical Gazette. LX (1976).
  - Geodesic Domes by Euclidean Construction. The Mathematics Teacher (October 1978).
  - Spherical Models Cambridge University Press, London and New York (1979); paperback edition, 1979.
  - Fuller figure (Reader Reflections). Mathematics Teacher 72 (March 1979) 164.
- 1980-89
  - Avenues for Polyhedronal Research Structural Topology, No. 5 (1980).
  - Dual Models Cambridge University Press, London and New York, 1983.
  - Polyhedron Posters Palo Alto: Dale Seymour Publications, 1983.
  - Senechal, M. and G. Fleck, eds. The Great Stellated Dodecahedron. Part 2. Section C. Shaping Space. Boston: Birkhauser, 1988.
  - Messer, P., jt. author. Symmetry and Polyhedronal Stellation. II. Computers and Mathematics with Applications (Pergamon Press) 17:1-3 (1989).
- 1990-99
  - Polyhedrons and the Golden Number Symmetry 1:1 (1990).
  - Artistic Tessellation Patterns on the Spherical Surface International Journal of Space Structures (Multi-Science Publ.) 5:3-4 (1990).
  - Tarnai, T., jt.-author. Spherical Circle-Coverings and Geodesic Domes Structural Topology, No. 16 (1990).
  - Messer, P., jt.-author. Patterns on the Spherical Surface International Journal of Space Structures 11:1 & 2 (1996).
  - Spherical Models Dover Publications, New York (1999). Republication of the work published by Cambridge University Press, Cambridge, England, 1979. New Appendix. Paperbound.
- 2000-
  - Symmetrical Patterns on a Sphere," essay #5 in Part I, of a two-part work, Symmetry 2000, containing 52 essays. Edited by Istvan Hargittai and Torvard C. Laurent, Wenner-Gren International Series, Volume 80, London: Portland Press (2002), pp. 41-51.
  - Memoirs of a Polyhedronist, Symmetry: Culture and Science, 11:1-4 (2000) 7-15. The Quarterly of the International Society for the Interdisciplinary Study of Symmetry (ISIS-Symmetry).

## Otras fuentes
- Interview with Fr. Magnus J. Wenninger O.S.B. by Thomas F. Banchoff. Symmetry: Culture and Science, 13:1-2 (2002) 63–70. The Journal of the Symmetrion. Budapest, Hungría. (Entrevista con el padre Magnus J. Wenninger)